# Les Joueurs d'échecs (Carracci)
Pour les articles homonymes, voir Les Joueurs d'échecs.
Les Joueurs d'échecs (italien : I Giocatori di Scacchi ou Due giocatori di scacchi) est un tableau attribué au peintre italien Lodovico Carracci, réalisé vers 1590.

## Histoire du tableau et attribution
Les dimensions du tableau sont de 85,3 × 106,3 cm. Il appartient à la Gemäldegalerie (qui fait partie du musées d'État de Berlin), sous le n° d'inventaire : 1665. Pendant longtemps, le tableau a été conservé au Kaiser Friedrich Museum (Magdebourg, Allemagne). La technique utilisée est la peinture à l'huile sur toile.
Le critique d'art italien Roberto Longhi a attribué le tableau en 1947 au peintre de Crémone Antonio Campi, frère du réputé Giulio Campi. Longhi date prudemment la toile dans un large intervalle de temps entre 1540 et 1587, mais ce point de vue n'est pas vraiment justifié. Le tableau a également été attribué au peintre maniériste de Bologne Bartolomeo Passarotti, mais ce point de vue n'a pas trouvé d'écho favorable chez la plupart des historiens d'art.
Actuellement, une unanimité s'est formée chez les historiens d'art en faveur d'une attribution à Lodovico Carracci et d'une datation proche de l'année 1590. Gail Faihelhaum est un ardent défenseur de cette attribution. Le dernier critique à avoir émis des doutes à propos de cette attribution est Alessandro Brogi.

## Les Joueurs d'échecsdans son contexte artistique

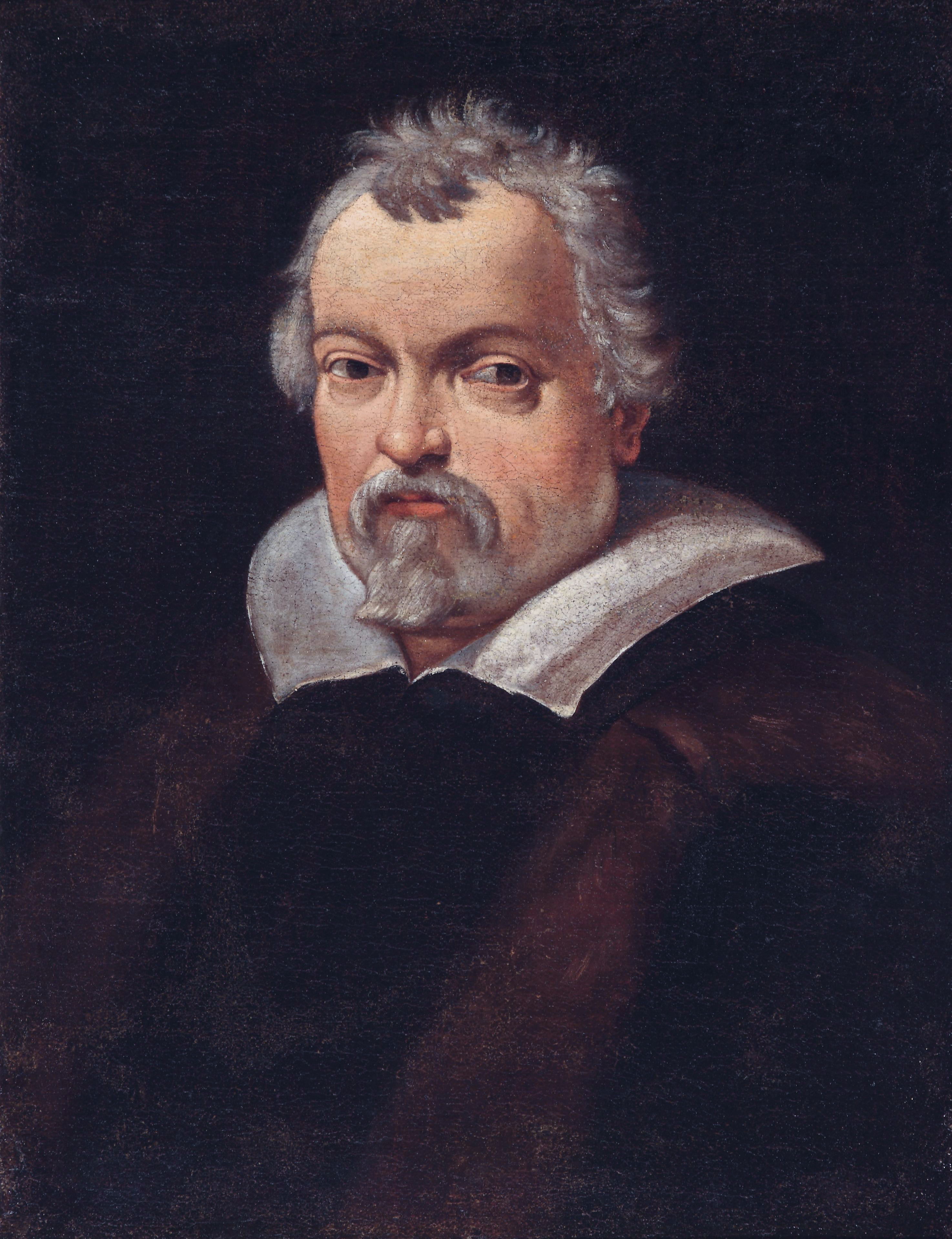
Lodovico Carracci.

Le tableau reflète les principes fondamentaux de l'activité de l'Académie bolonaise des Incamminati (italien : Academia degli Incamminati). Il pourrait même avoir été créé comme l'illustration consciente des principes de cette académie. À ce propos, le critique Michael Fried considère cette toile comme un phénomène d'époque.
Cette académie a été créée par Lodovico Carracci et ses cousins Agostino Carracci et Annibale Carracci en 1582. C'était l'une des académies privées provinciales de cette époque de fin du XVIe siècle. Selon un témoignage tardif datant de 1678, se réunissaient au sein de cette académie des artistes qui voulaient « peindre des personnages vivants, dénudés entièrement ou en partie, des armes, des animaux, des fruits, et en bref, tout ce qui existait ».
Le programme de formation de l'académie comprenait des travaux sur la nature, des conférences sur la perspective, sur l'architecture et l'anatomie, des concours de dessin des élèves. La base de l'apprentissage provenait du désir de relier l'art du dessin de l'école de Rome et la couleur de l'art de l'Italie du nord. Après le départ de ses cousins de cette académie au milieu des années 1590, Ludovico tenta de donner un statut officiel à celle-ci, mais sans y parvenir vraiment. Selon certaines sources, elle aurait fusionné vers 1603 avec la Compagnie des peintres de Bologne. Après la mort de Ludovico Carracci, en 1619, l'académie fut fermée.

## Description
Reconstitution de l'échiquier du tableau
|   | a | b | c | d | e | f | g | h |   |
| 8 | Roi noir sur case noire e7 · Pion noir sur case noire d6 · Fou blanc sur case blanche g6 · Pion blanc sur case blanche h5 · Roi blanc sur case noire f4 | Roi noir sur case noire e7 · Pion noir sur case noire d6 · Fou blanc sur case blanche g6 · Pion blanc sur case blanche h5 · Roi blanc sur case noire f4 | Roi noir sur case noire e7 · Pion noir sur case noire d6 · Fou blanc sur case blanche g6 · Pion blanc sur case blanche h5 · Roi blanc sur case noire f4 | Roi noir sur case noire e7 · Pion noir sur case noire d6 · Fou blanc sur case blanche g6 · Pion blanc sur case blanche h5 · Roi blanc sur case noire f4 | Roi noir sur case noire e7 · Pion noir sur case noire d6 · Fou blanc sur case blanche g6 · Pion blanc sur case blanche h5 · Roi blanc sur case noire f4 | Roi noir sur case noire e7 · Pion noir sur case noire d6 · Fou blanc sur case blanche g6 · Pion blanc sur case blanche h5 · Roi blanc sur case noire f4 | Roi noir sur case noire e7 · Pion noir sur case noire d6 · Fou blanc sur case blanche g6 · Pion blanc sur case blanche h5 · Roi blanc sur case noire f4 | Roi noir sur case noire e7 · Pion noir sur case noire d6 · Fou blanc sur case blanche g6 · Pion blanc sur case blanche h5 · Roi blanc sur case noire f4 | 8 |
| 7 | Roi noir sur case noire e7 · Pion noir sur case noire d6 · Fou blanc sur case blanche g6 · Pion blanc sur case blanche h5 · Roi blanc sur case noire f4 | Roi noir sur case noire e7 · Pion noir sur case noire d6 · Fou blanc sur case blanche g6 · Pion blanc sur case blanche h5 · Roi blanc sur case noire f4 | Roi noir sur case noire e7 · Pion noir sur case noire d6 · Fou blanc sur case blanche g6 · Pion blanc sur case blanche h5 · Roi blanc sur case noire f4 | Roi noir sur case noire e7 · Pion noir sur case noire d6 · Fou blanc sur case blanche g6 · Pion blanc sur case blanche h5 · Roi blanc sur case noire f4 | Roi noir sur case noire e7 · Pion noir sur case noire d6 · Fou blanc sur case blanche g6 · Pion blanc sur case blanche h5 · Roi blanc sur case noire f4 | Roi noir sur case noire e7 · Pion noir sur case noire d6 · Fou blanc sur case blanche g6 · Pion blanc sur case blanche h5 · Roi blanc sur case noire f4 | Roi noir sur case noire e7 · Pion noir sur case noire d6 · Fou blanc sur case blanche g6 · Pion blanc sur case blanche h5 · Roi blanc sur case noire f4 | Roi noir sur case noire e7 · Pion noir sur case noire d6 · Fou blanc sur case blanche g6 · Pion blanc sur case blanche h5 · Roi blanc sur case noire f4 | 7 |
| 6 | Roi noir sur case noire e7 · Pion noir sur case noire d6 · Fou blanc sur case blanche g6 · Pion blanc sur case blanche h5 · Roi blanc sur case noire f4 | Roi noir sur case noire e7 · Pion noir sur case noire d6 · Fou blanc sur case blanche g6 · Pion blanc sur case blanche h5 · Roi blanc sur case noire f4 | Roi noir sur case noire e7 · Pion noir sur case noire d6 · Fou blanc sur case blanche g6 · Pion blanc sur case blanche h5 · Roi blanc sur case noire f4 | Roi noir sur case noire e7 · Pion noir sur case noire d6 · Fou blanc sur case blanche g6 · Pion blanc sur case blanche h5 · Roi blanc sur case noire f4 | Roi noir sur case noire e7 · Pion noir sur case noire d6 · Fou blanc sur case blanche g6 · Pion blanc sur case blanche h5 · Roi blanc sur case noire f4 | Roi noir sur case noire e7 · Pion noir sur case noire d6 · Fou blanc sur case blanche g6 · Pion blanc sur case blanche h5 · Roi blanc sur case noire f4 | Roi noir sur case noire e7 · Pion noir sur case noire d6 · Fou blanc sur case blanche g6 · Pion blanc sur case blanche h5 · Roi blanc sur case noire f4 | Roi noir sur case noire e7 · Pion noir sur case noire d6 · Fou blanc sur case blanche g6 · Pion blanc sur case blanche h5 · Roi blanc sur case noire f4 | 6 |
| 5 | Roi noir sur case noire e7 · Pion noir sur case noire d6 · Fou blanc sur case blanche g6 · Pion blanc sur case blanche h5 · Roi blanc sur case noire f4 | Roi noir sur case noire e7 · Pion noir sur case noire d6 · Fou blanc sur case blanche g6 · Pion blanc sur case blanche h5 · Roi blanc sur case noire f4 | Roi noir sur case noire e7 · Pion noir sur case noire d6 · Fou blanc sur case blanche g6 · Pion blanc sur case blanche h5 · Roi blanc sur case noire f4 | Roi noir sur case noire e7 · Pion noir sur case noire d6 · Fou blanc sur case blanche g6 · Pion blanc sur case blanche h5 · Roi blanc sur case noire f4 | Roi noir sur case noire e7 · Pion noir sur case noire d6 · Fou blanc sur case blanche g6 · Pion blanc sur case blanche h5 · Roi blanc sur case noire f4 | Roi noir sur case noire e7 · Pion noir sur case noire d6 · Fou blanc sur case blanche g6 · Pion blanc sur case blanche h5 · Roi blanc sur case noire f4 | Roi noir sur case noire e7 · Pion noir sur case noire d6 · Fou blanc sur case blanche g6 · Pion blanc sur case blanche h5 · Roi blanc sur case noire f4 | Roi noir sur case noire e7 · Pion noir sur case noire d6 · Fou blanc sur case blanche g6 · Pion blanc sur case blanche h5 · Roi blanc sur case noire f4 | 5 |
| 4 | Roi noir sur case noire e7 · Pion noir sur case noire d6 · Fou blanc sur case blanche g6 · Pion blanc sur case blanche h5 · Roi blanc sur case noire f4 | Roi noir sur case noire e7 · Pion noir sur case noire d6 · Fou blanc sur case blanche g6 · Pion blanc sur case blanche h5 · Roi blanc sur case noire f4 | Roi noir sur case noire e7 · Pion noir sur case noire d6 · Fou blanc sur case blanche g6 · Pion blanc sur case blanche h5 · Roi blanc sur case noire f4 | Roi noir sur case noire e7 · Pion noir sur case noire d6 · Fou blanc sur case blanche g6 · Pion blanc sur case blanche h5 · Roi blanc sur case noire f4 | Roi noir sur case noire e7 · Pion noir sur case noire d6 · Fou blanc sur case blanche g6 · Pion blanc sur case blanche h5 · Roi blanc sur case noire f4 | Roi noir sur case noire e7 · Pion noir sur case noire d6 · Fou blanc sur case blanche g6 · Pion blanc sur case blanche h5 · Roi blanc sur case noire f4 | Roi noir sur case noire e7 · Pion noir sur case noire d6 · Fou blanc sur case blanche g6 · Pion blanc sur case blanche h5 · Roi blanc sur case noire f4 | Roi noir sur case noire e7 · Pion noir sur case noire d6 · Fou blanc sur case blanche g6 · Pion blanc sur case blanche h5 · Roi blanc sur case noire f4 | 4 |
| 3 | Roi noir sur case noire e7 · Pion noir sur case noire d6 · Fou blanc sur case blanche g6 · Pion blanc sur case blanche h5 · Roi blanc sur case noire f4 | Roi noir sur case noire e7 · Pion noir sur case noire d6 · Fou blanc sur case blanche g6 · Pion blanc sur case blanche h5 · Roi blanc sur case noire f4 | Roi noir sur case noire e7 · Pion noir sur case noire d6 · Fou blanc sur case blanche g6 · Pion blanc sur case blanche h5 · Roi blanc sur case noire f4 | Roi noir sur case noire e7 · Pion noir sur case noire d6 · Fou blanc sur case blanche g6 · Pion blanc sur case blanche h5 · Roi blanc sur case noire f4 | Roi noir sur case noire e7 · Pion noir sur case noire d6 · Fou blanc sur case blanche g6 · Pion blanc sur case blanche h5 · Roi blanc sur case noire f4 | Roi noir sur case noire e7 · Pion noir sur case noire d6 · Fou blanc sur case blanche g6 · Pion blanc sur case blanche h5 · Roi blanc sur case noire f4 | Roi noir sur case noire e7 · Pion noir sur case noire d6 · Fou blanc sur case blanche g6 · Pion blanc sur case blanche h5 · Roi blanc sur case noire f4 | Roi noir sur case noire e7 · Pion noir sur case noire d6 · Fou blanc sur case blanche g6 · Pion blanc sur case blanche h5 · Roi blanc sur case noire f4 | 3 |
| 2 | Roi noir sur case noire e7 · Pion noir sur case noire d6 · Fou blanc sur case blanche g6 · Pion blanc sur case blanche h5 · Roi blanc sur case noire f4 | Roi noir sur case noire e7 · Pion noir sur case noire d6 · Fou blanc sur case blanche g6 · Pion blanc sur case blanche h5 · Roi blanc sur case noire f4 | Roi noir sur case noire e7 · Pion noir sur case noire d6 · Fou blanc sur case blanche g6 · Pion blanc sur case blanche h5 · Roi blanc sur case noire f4 | Roi noir sur case noire e7 · Pion noir sur case noire d6 · Fou blanc sur case blanche g6 · Pion blanc sur case blanche h5 · Roi blanc sur case noire f4 | Roi noir sur case noire e7 · Pion noir sur case noire d6 · Fou blanc sur case blanche g6 · Pion blanc sur case blanche h5 · Roi blanc sur case noire f4 | Roi noir sur case noire e7 · Pion noir sur case noire d6 · Fou blanc sur case blanche g6 · Pion blanc sur case blanche h5 · Roi blanc sur case noire f4 | Roi noir sur case noire e7 · Pion noir sur case noire d6 · Fou blanc sur case blanche g6 · Pion blanc sur case blanche h5 · Roi blanc sur case noire f4 | Roi noir sur case noire e7 · Pion noir sur case noire d6 · Fou blanc sur case blanche g6 · Pion blanc sur case blanche h5 · Roi blanc sur case noire f4 | 2 |
| 1 | Roi noir sur case noire e7 · Pion noir sur case noire d6 · Fou blanc sur case blanche g6 · Pion blanc sur case blanche h5 · Roi blanc sur case noire f4 | Roi noir sur case noire e7 · Pion noir sur case noire d6 · Fou blanc sur case blanche g6 · Pion blanc sur case blanche h5 · Roi blanc sur case noire f4 | Roi noir sur case noire e7 · Pion noir sur case noire d6 · Fou blanc sur case blanche g6 · Pion blanc sur case blanche h5 · Roi blanc sur case noire f4 | Roi noir sur case noire e7 · Pion noir sur case noire d6 · Fou blanc sur case blanche g6 · Pion blanc sur case blanche h5 · Roi blanc sur case noire f4 | Roi noir sur case noire e7 · Pion noir sur case noire d6 · Fou blanc sur case blanche g6 · Pion blanc sur case blanche h5 · Roi blanc sur case noire f4 | Roi noir sur case noire e7 · Pion noir sur case noire d6 · Fou blanc sur case blanche g6 · Pion blanc sur case blanche h5 · Roi blanc sur case noire f4 | Roi noir sur case noire e7 · Pion noir sur case noire d6 · Fou blanc sur case blanche g6 · Pion blanc sur case blanche h5 · Roi blanc sur case noire f4 | Roi noir sur case noire e7 · Pion noir sur case noire d6 · Fou blanc sur case blanche g6 · Pion blanc sur case blanche h5 · Roi blanc sur case noire f4 | 1 |
|   | a | b | c | d | e | f | g | h |   |

Les personnages du tableau sont modestement mais élégamment vêtus. Ils ne font pas partie de l'élite aristocratique, et les deux pièces de monnaie qui sont à l'avant-plan sur la table suggèrent que c'est pour de l'argent que les joueurs s'affrontent. Peut-être à la suite d'un pari sur la victoire. L'artiste met ainsi au premier plan les aspects intellectuels mais aussi matériels et financiers en jeu. Les personnages son absorbés par l'analyse des positions des pièces sur l'échiquier et ne prêtent guère attention au monde qui les entoure. 
À gauche, assis à côté du joueur, se tient un chien (la représentation d'animaux de compagnie de race n'est pas rare dans de tels tableaux). Il regarde le spectateur de manière expressive, comme s'il voulait protéger les réflexions de ses maîtres d'intrusions extérieures. L'animal représente souvent une antithèse de l'esprit humain mais relaie aussi le regard satirique de l'artiste sur la scène qu'il représente. 
L'intérieur de la pièce est décoré sur ses murs de cuir ornemental (recouvert d'un motif végétal doré stylisé) et sur la table d'une nappe au tissu oriental garnie d'un motif géométrique turque. La table, à en juger par sa taille et sa forme, a été conçue pour jouer aux échecs ou à d'autres jeux de société. Les personnages n'ont pas retiré leurs chapeaux, ce qui permet de supposer que les lieux sont publics (café, club, restaurant) et que le statut social des joueurs n'est pas très élevé. C'est également pour cette raison qu'ils sont installés si près du mur. La toile présente un jeu subtil d'ombre et de lumière.
Le joueur assis à gauche se tourne latéralement par rapport au spectateur. Sa main droite repose sur l'échiquier pour faire avancer une pièce (comme le suppose Feigenbaum). Il ne subsiste que cinq pièces sur l'échiquier, la couleur de la toile n'est pas bien préservée, mais on retrouve la position des figures et le mouvement esquissé de f4 vers f5 par le joueur de gauche. La partie représentée est presque achevée et s'approche de la finale. Le joueur de droite présente un profil de trois quarts et sa silhouette est bien éclairée.
Curieusement, les pièces retirées en cours de partie n'apparaissent pas sur la table.

## Philatélie
Un timbre-poste représentant le tableau a été émis au Nicaragua pour une valeur faciale de 1 centavo, en 1976, à l'occasion de l'Olympiade d'échecs de 1976,.